# Labuha
Labuha är en flygplats i Indonesien.   Den ligger i provinsen Moluckerna, i den nordöstra delen av landet, 2 400 km öster om huvudstaden Jakarta. Labuha ligger 12 meter över havet. Den ligger på ön Pulau Bacan.
Terrängen runt Labuha är varierad. En vik av havet är nära Labuha åt sydväst.Runt Labuha är det ganska glesbefolkat, med 24 invånare per kvadratkilometer. I omgivningarna runt Labuha växer i huvudsak städsegrön lövskog.